# Praça Sérgio Pacheco
A Praça Sérgio de Freitas Pacheco (Praça Sérgio Pacheco), é a maior praça da cidade de Uberlândia, no Triângulo Mineiro, Brasil.

## Características e pontos da praça
A Praça Sérgio Pacheco está divida em três partes.
 Na primeira parte, que está localizada entre as avenidas Fernando Vilela, João Pessoa e Américo Salvador Tangari, a praça tem:
- Um posto policial: 91ª Companhia da Polícia Militar, no centro da praça.[2]
- Parque de diversões.
- Sanitários e bebedouros.
- A Casa do Papai Noel.[3]
- Quadras.
- Pistas de caminhada.
- Acesso grátis a internet.
- Bastante arborizada.

 Na segunda parte, localizada entre as avenidas Américo S. Tangari e a Cipriano Del Fávero:
- Teatro de Arena, onde acontece vários eventos.

 Na terceira parte, localizada entre as avenidas Cipriano Del Fávero, João Pessoa e João Pinheiro:
- Estacionamento de ônibus do transporte coletivo da cidade e do transporte metropolitano de ônibus da linha que liga Uberlândia à cidade vizinha de Araguari, no sentido norte.

## Feira da Gente
- Todo domingo, acontece na Praça Sérgio Pacheco, a Feira da Gente, que conta com várias barraquinhas com diversos produtos, artesanais, vestuários, entre outros, uma área de alimentação, doação de cães, música ao vivo e muitas outras opções.[4] [5]

## Localização
- A Praça Sérgio Pacheco (primeira e principal parte dela), está localizada entre as avenidas Brasil, João Pessoa e Fernando Vilela e a rua Roosevelt Oliveira, no Centro de Uberlândia.